# Super Pac-Man
Super Pac-Man es la cuarta entrega de la famosa serie de videojuego Pac-Man desarrollada por Namco, y el tercero estelarizado por Pac-Man. El juego fue lanzado en 1982 para máquinas recreativas y durante los años siguientes para diversas plataformas y en compilaciones de videojuegos clásicos. Es también el segundo juego creado por el originador de la serie Namco, ya que Ms. Pac-Man (el segundo en la serie) fue originalmente creado sin la intervención de Namco.

## Características y modo de juego
El sonido y la mecánica del juego se han alterado radicalmente de las dos primeras versiones de la serie de Pac-Man, en lugar de comer `pac-dots, el jugador está obligado a comer las llaves para abrir puertas, las cuales se abren a nuevas secciones del laberinto que contienen lo que en anteriores juegos eran conocidos como "frutas" (alimentos como manzanas y plátanos, u otros premios tales como emblemas de Galaxian), que ahora son los objetos básicos que deben ser comidos. Una vez que todos los alimentos son comidos, el jugador avanza al siguiente nivel, en el que la comida tiene un valor de más puntos. En los niveles anteriores, las llaves desbloqueaban las puertas cercanas, pero mientras que el jugador avanza por los niveles, es más común que las llaves abran puertas lejanas. 
Además de la original pastilla de potencia que le permite a Pac-Man a comer los fantasmas, una nueva "Super" pastilla introducida convierte a Pac-Man en Super Pac-Man, en esta forma, es dos veces más grande, se mueve mucho más rápido y tiene la capacidad de comer por caminos a través de barreras sin desbloquear. En este estado, es invulnerable a los fantasmas (que, por razones que se desconocen, se vuelven planos mientras se desplazan horizontalmente y delgados mientras se mueven verticalmente cuando Pac-Man se encuentra en este estado), aunque todavía no los puede comer sin la ayuda de la pastilla de potencia original. Este juego también agrega una "velocidad", lo que permite a Pac-Man para avanzar con mayor rapidez cuando se encuentra en "Super". Pac-Man puede entrar en la casa fantasma en este estado, capaz de comer en la clandestinidad de los fantasmas.

## Historia
Basado en el hardware de Namco Galaga, esta es la primera de los juegos Pac-Man en utilizar el procesador de Motorola 6809, a diferencia del anterior Pac-Man cuyos juegos utilizan los viejos Z80, y entró en la "conversión de clase" de Namco Galaxian. La nueva mecánica de juego fue considerada por muchos como confusa, y demasiado cambiada de los dos juegos originales. En particular, cuando Pac-Man se transforma en Super Pac-Man, algunos pensaron que iba a ser mucho más difícil de controlar. Cualquiera que sea la razón, Super Pac-Man resultó ser el menos exitoso juego en la serie original, siendo reemplazado ese año por Pac-Man Plus, una ligera versión actualizada del juego original, que, al igual que la mencionada Ms Pac-Man, fue producido por la licencia de América Midway sin la autorización de los desarrolladores de Namco. Midway también pasó a crear Jr Pac-Man, también basado en el procesador Z80 de más edad, y con el sonido básico y volviéndolo más familiar a los fanes de los juegos. A pesar de ello, el juego del A.I. fue celebrado como uno de los mejores de esa época.

## Plataformas de juego
Super Pac-Man era solo un éxito moderado en la década de 1980 como una máquina arcade, y, por tanto, no ha sido tan ampliamente acogido como el original Pac-Man y la Ms Pac-Man. Aun así, el juego ha sido revivido en varias ocasiones. 
- En 1984, una plataforma de Super Pac-Man se hizo para la Atari 5200 pero nunca fue publicado debido a la gran caída de videojuegos en todo ese tiempo.
- En 1988, unas versiones DOS y Commodore 64 fueron publicados por la Thunder Mountain.
- En 1996, también apareció en el segundo Namco Museum para la compilación de arcade de PlayStation.
- En 1998, Namco publicó Super Pac-Man, como parte de la Historia de Namco Tomo 3 (una colección de juegos clásicos de Namco similar a la serie de Namco Museum) para la PC solo en Japón.
- En 1999, Super Pac-Man se incluyó como un bonus en el cartucho de Nintendo para Game Boy Color de Ms Pac-Man Special Colour Edition
- En 2006, Jakks Pacific publicó el Plug and Play Super Pac-Man joystick en el que figuran Super Pac-Man, junto con Pac-Man, Pac-Man Plus, y Pac & Pal.
- Namco ha lanzado una versión portátil para teléfonos celulares exclusivamente para Sprint.
- Como promoción, Sprint y Namco puso en marcha un concurso que ofrecía el ganador del gran premio un Volkswagen New Beetle personalizado con arte de Super Pac-Man. El coche fue expuesto en las principales ferias de videojuegos E3 en Los Ángeles en mayo de 2006. El sorteo se inició el 1 de junio de 2006 y finalizó el 31 de julio de 2006.
- En 2007, fue publicado para dispositivos Palm PDA.
- Namco ha publicado Super Pac-Man, junto con Pac & Pal, Pac and Roll, Pac-Mania y otros juegos no-Pac-Man de Namco Museum Remix, que fue publicado a finales de 2007.
- Más recientemente, Namco ha vuelto a lanzar Super Pac-Man para teléfonos móviles solo que esta vez con una versión de lujo con actualización de gráficos en 3D y mejores efectos de sonido.

- Datos: Q2366720
- Multimedia: Super Pac-Man / Q2366720